# 케이프타운역

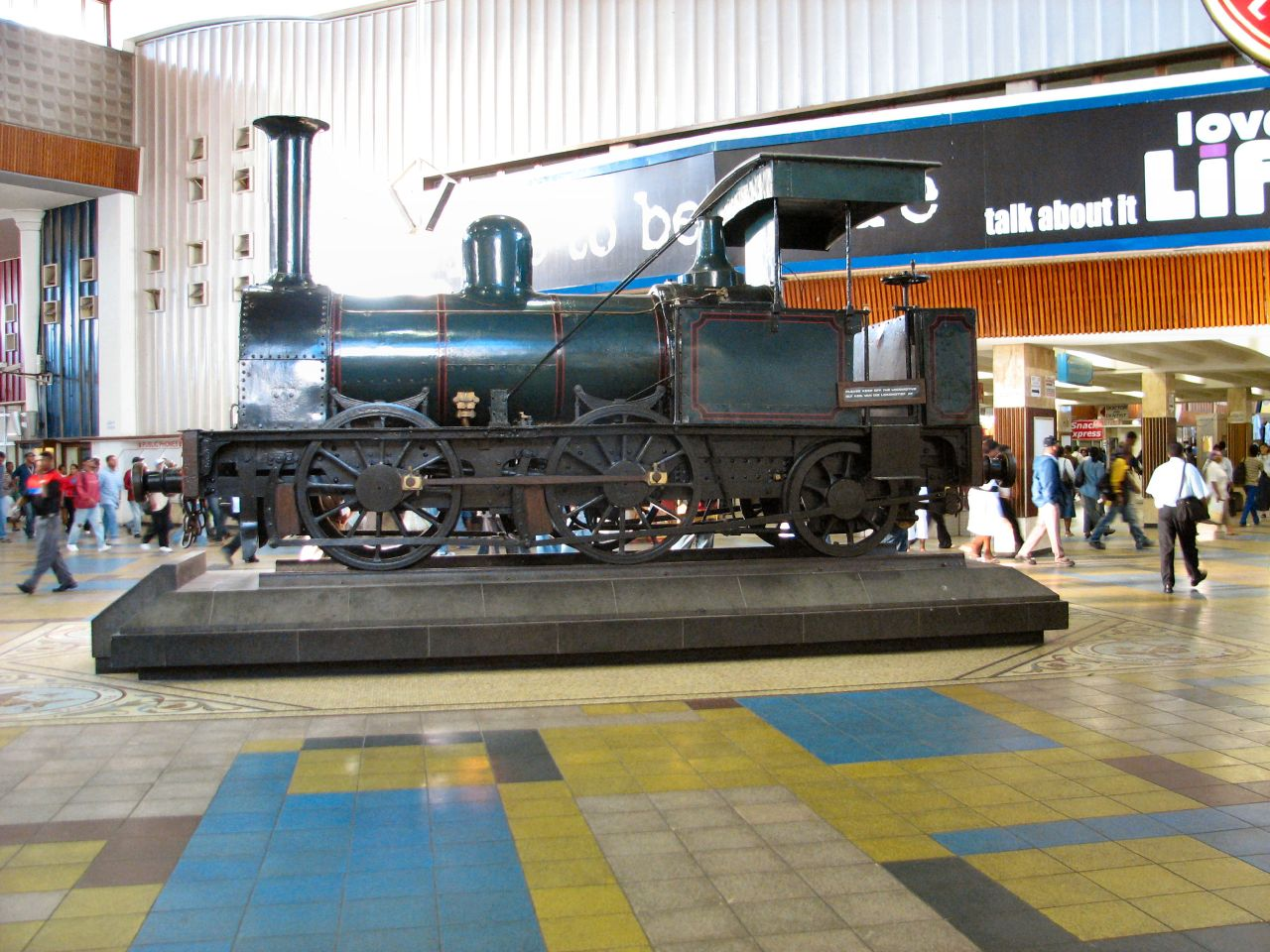
남아프리카 공화국의 첫번째 기관차인 Blackie는 케이프타운역에 전시되었으며, 현재는 역 근처의 새로운 철도 박물관에 재배치를 기다리고 있다.

케이프타운역(영어: Cape Town railway station)은 남아프리카 공화국 케이프타운의 주요 기차역이다. 중앙 업무 지구에 애덜리가와 스트랜드가를 따라 위치하고 있다.

## 경유 노선

### 메트로 레일
케이프타운역은 남아프리카 여객 철도국 (PRASA)의 메트로 전 부서에서 운영하는 메트로 레일 웨스턴 케이프 통근 열차 네트워크의 중심지이다. 네트워크는 케이프타운에서 출발하는 네개 노선으로 구성된다.
- 서던선(Southern Line) : 서던 서버브스 경유, 시몬스 타운 행
- 케이프 플래츠선(Cape Flats Line) : 애슬론 경유, 리트릿 행
- 센트럴선(Central Line) : 랑가 경유, 미첼스 플레인·칼리쳐(Khayelitsha)·벨빌 행
- 노던선(Northern Line) : 벨빌 경유, 파를·스텔렌보스·서머셋 웨스트 행

### 쇼쇼로자 메일
PRASA의 시외 철도 사업자인 쇼쇼로자 메일(Shosholoza Meyl)은 케이프타운에서 여러 장거리 여객 철도 서비스를 운영한다. 요하네스버그에서 킴벌리 (남아프리카 공화국)를 경유하는 일간 운행, 더반에서 킴벌리·블룸폰테인·피터마리츠버그를 경유하는 주간 운행, 이스트런던을 오가는 주간 운행으로 나뉜다. 이 열차는 케이프타운 역에서 종착역을 이루는 동시에 벨빌역에서 잠깐 정차한다.
쇼쇼로자 메일은 케이프타운에서 1등석 서비스를 운영하고 있다. 킴벌리-요하네스버그행 주간 운행에서 운영한다.

### 그 외
케이프타운역은 고급 관광 중심의 블루 트레인(Blue Train)과 민간 공휴일 열차 회사인 로보스 레일(Rovos Rail)에서도 사용된다.

## 운행계통별 인접역

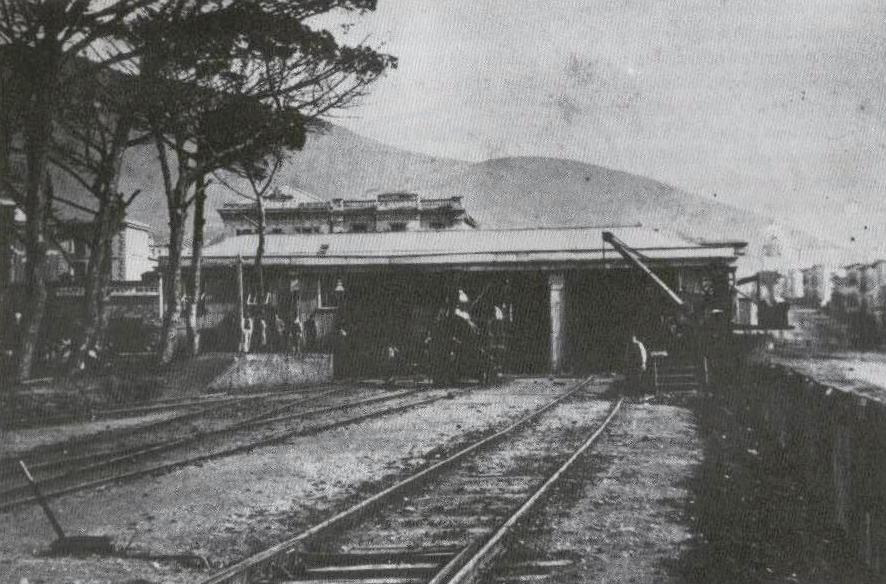
1870년 케이프타운의 첫 철도역

| 메트로레일      | 메트로레일                  | 메트로레일                                       |
| --------------- | --------------------------- | ------------------------------------------------ |
| 시·종착역       | 노던선 몬테비스타 계통      | 에스플래나드 벨빌 방면                           |
| 시·종착역       | 센트럴선 뮤추얼 경유 계통   | 에스플래나드 Kapteinsklip, 크리스하니, 벨빌 방면 |
| 시·종착역       | 노던선                      | 우드스톡 웰링턴, Muldersvlei, 스트랜드 방면      |
| 시·종착역       | 센트럴선 파인랜즈 경유 계통 | 우드스톡 Kapteinsklip, 크리스하니, 벨빌 방면     |
| 시·종착역       | 케이프 플래츠선             | 우드스톡 리트릿 방면                             |
| 시·종착역       | 서던선                      | 우드스톡 시몬스타운 방면                         |
| 쇼쇼로자 메일   |                             |                                                  |
| 시·종착역       | 케이프타운-요하네스버그     | 벨빌 요하네스버그 방면                           |
| 프리미어 클라세 |                             |                                                  |
| 시·종착역       | 케이프타운-요하네스버그     | 우스터 요하네스버그 방면                         |

## 역 인근
케이프타운 역은 시티볼에 있는 유일한 곳이기 때문에, 케이프타운 중부의 모든 명소에 가장 가까운 역이다. 역 바로 근처에서 찾을 수 있는 장소는 아래와 같다.
- 케이프타운 시청(City hall)
- 케이프타운 시민 회관(Civic centre)
- 아트스케이프 시어터 센터(Artscape Theatre Centre)
- 그랜드 퍼레이드(Grand Parade)
- 굿호프성(Castle of Good Hope)

## 같이 보기
- 케이프 정부철도(Cape Government Railways)
- 남아프리카 여객 철도청